# Opløsning (kemi)
 For alternative betydninger, se Opløsning. (Se også artikler, som begynder med Opløsning)
En opløsning er en homogen blanding af to eller flere stoffer. Som regel anvendes begrebet om flydende blandinger.
Hvis den ene af opløsningens komponenter er i stort overskud i forhold til de øvrige, kaldes denne komponent opløsningsmidlet (eller solventet), mens de øvrige komponenter kaldes opløst stof.
| Kemi | Spire Denne artikel om kemi er en spire som bør udbygges. Du er velkommen til at hjælpe Wikipedia ved at udvide den. |